# Coppa del Mondo di biathlon 2012
La Coppa del Mondo di biathlon 2012 fu la trentacinquesima edizione della manifestazione organizzata dall'Unione Internazionale Biathlon; ebbe inizio il 30 novembre 2011 a Östersund, in Svezia, e si concluse il 18 marzo 2012 a Chanty-Mansijsk, in Russia. Nel corso della stagione si tennero a Ruhpolding i Campionati mondiali di biathlon 2012, validi anche ai fini della Coppa del Mondo, il cui calendario non contemplò dunque interruzioni.
In campo maschile furono disputate 26 gare individuali e 4 a squadre, in 10 diverse località. Il francese Martin Fourcade si aggiudicò sia la coppa di cristallo, il trofeo assegnato al vincitore della classifica generale, sia le Coppe di sprint e di inseguimento; il tedesco Andreas Birnbacher vinse la Coppa di partenza in linea, il francese Simon Fourcade quella di individuale. Tarjei Bø era il detentore uscente della Coppa generale.
In campo femminile furono disputate 26 gare individuali e 4 a squadre, in 10 diverse località. La tedesca Magdalena Neuner si aggiudicò sia la coppa di cristallo, sia quella di sprint; la bielorussa Dar"ja Domračava vinse le Coppe di inseguimento e di partenza in linea, la svedese Helena Ekholm quella di individuale. Kaisa Mäkäräinen era la detentrice uscente della Coppa generale.
Le staffette miste inserite in calendario furono tre, disputate in altrettante località.

## Partecipanti
Il numero di atleti che ogni nazione ha potuto schierare è stato stabilito in base ai risultati della precedente stagione. I contingenti prevedevano che le prime cinque nazioni della classifica potessero schierare sei atleti in individuale e sprint, le nazioni classificatesi tra il sesto e il decimo posto avevano cinque posti e così via.
Queste le quote di partenza per gli uomini:
- 6 atleti:  Norvegia,  Germania,  Russia,  Austria,  Francia
- 5 atleti:  Ucraina,  Svezia,  Italia,  Rep. Ceca,  Slovenia
- 4 atleti:  Svizzera,  Stati Uniti,  Bulgaria,  Bielorussia,  Canada
- 3 atleti:  Estonia,  Polonia,  Slovacchia,  Finlandia,  Lettonia
- 2 atleti:  Giappone,  Kazakistan,  Regno Unito,  Serbia,  Cina
- 1 atleti:  Corea del Sud,  Romania,  Australia,  Lituania,  Croazia
- 0 atleti:  Ungheria,  Groenlandia,  Turchia,  Macedonia,  Bosnia ed Erzegovina,  Moldavia,  Paesi Bassi

Queste invece le quote di partenza per le donne:
- 6 atlete:  Germania,  Russia,  Svezia,  Ucraina,  Francia
- 5 atlete:  Norvegia,  Bielorussia,  Italia,  Polonia,  Slovacchia
- 4 atlete:  Rep. Ceca,  Slovenia,  Finlandia,  Kazakistan,  Stati Uniti
- 3 atlete:  Estonia,  Cina,  Romania,  Bulgaria,  Canada
- 2 atlete:  Giappone,  Lettonia,  Svizzera,  Corea del Sud,  Austria
- 1 atlete:  Regno Unito,  Lituania,  Andorra,  Nuova Zelanda,  Armenia
- 0 atlete:  Spagna,  Moldavia,  Bosnia ed Erzegovina,  Paesi Bassi

## Uomini

### Risultati
| Data                                 | Località             | Nazione   | Spec. | Primo                                                                       | Secondo                                                                   | Terzo                                                                     |
| ------------------------------------ | -------------------- | --------- | ----- | --------------------------------------------------------------------------- | ------------------------------------------------------------------------- | ------------------------------------------------------------------------- |
| 30 novembre 2011                     | Östersund            | Svezia    | IN    | Martin Fourcade                                                             | Michal Šlesingr                                                           | Simon Schempp                                                             |
| 2 dicembre 2011                      | Östersund            | Svezia    | SP    | Carl Johan Bergman                                                          | Tarjei Bø                                                                 | Emil Hegle Svendsen                                                       |
| 4 dicembre 2011                      | Östersund            | Svezia    | PU    | Martin Fourcade                                                             | Emil Hegle Svendsen                                                       | Jaroslav Soukup                                                           |
| 9 dicembre 2011                      | Hochfilzen           | Austria   | SP    | Carl Johan Bergman                                                          | Andrej Makoveev                                                           | Benjamin Weger                                                            |
| 10 dicembre 2011                     | Hochfilzen           | Austria   | PU    | Emil Hegle Svendsen                                                         | Tarjei Bø                                                                 | Benjamin Weger                                                            |
| 11 dicembre 2011                     | Hochfilzen           | Austria   | RL    | Norvegia Rune Brattsveen Lars Berger Emil Hegle Svendsen Tarjei Bø          | Russia Anton Šipulin Andrej Makoveev Evgenij Ustjugov Dmitrij Malyško     | Francia Vincent Jay Simon Fourcade Alexis Bœuf Martin Fourcade            |
| 15 dicembre 2011                     | Hochfilzen           | Austria   | SP    | Tarjei Bø                                                                   | Martin Fourcade                                                           | Timofej Lapšin                                                            |
| 17 dicembre 2011                     | Hochfilzen           | Austria   | PU    | Andreas Birnbacher                                                          | Ole Einar Bjørndalen                                                      | Simon Fourcade                                                            |
| 5 gennaio 2012                       | Oberhof              | Germania  | RL    | Italia Christian De Lorenzi Markus Windisch Dominik Windisch Lukas Hofer    | Russia Anton Šipulin Evgenij Garaničev Evgenij Ustjugov Aleksej Volkov    | Svezia Tobias Arwidson Björn Ferry Fredrik Lindström Carl Johan Bergman   |
| 7 gennaio 2012                       | Oberhof              | Germania  | SP    | Arnd Peiffer                                                                | Simon Fourcade                                                            | Evgenij Ustjugov                                                          |
| 8 gennaio 2012                       | Oberhof              | Germania  | MS    | Andreas Birnbacher                                                          | Simon Fourcade                                                            | Emil Hegle Svendsen                                                       |
| 12 gennaio 2012                      | Nové Město na Moravě | Rep. Ceca | IN    | Andrej Makoveev                                                             | Emil Hegle Svendsen                                                       | Björn Ferry                                                               |
| 14 gennaio 2012                      | Nové Město na Moravě | Rep. Ceca | SP    | Emil Hegle Svendsen                                                         | Simon Fourcade                                                            | Martin Fourcade                                                           |
| 15 gennaio 2012                      | Nové Město na Moravě | Rep. Ceca | PU    | Anton Šipulin                                                               | Martin Fourcade Arnd Peiffer                                              |                                                                           |
| 20 gennaio 2012                      | Anterselva           | Italia    | SP    | Fredrik Lindström                                                           | Evgenij Garaničev                                                         | Martin Fourcade                                                           |
| 21 gennaio 2012                      | Anterselva           | Italia    | MS    | Andreas Birnbacher                                                          | Anton Šipulin                                                             | Martin Fourcade                                                           |
| 22 gennaio 2012                      | Anterselva           | Italia    | RL    | Francia Jean-Guillaume Béatrix Simon Fourcade Alexis Bœuf Martin Fourcade   | Germania Michael Rösch Andreas Birnbacher Florian Graf Arnd Peiffer       | Austria Simon Eder Tobias Eberhard Daniel Mesotitsch Dominik Landertinger |
| 2 febbraio 2012                      | Oslo Holmenkollen    | Norvegia  | SP    | Evgenij Garaničev                                                           | Arnd Peiffer                                                              | Emil Hegle Svendsen                                                       |
| 4 febbraio 2012                      | Oslo Holmenkollen    | Norvegia  | PU    | Arnd Peiffer                                                                | Emil Hegle Svendsen                                                       | Evgenij Garaničev                                                         |
| 5 febbraio 2012                      | Oslo Holmenkollen    | Norvegia  | MS    | Emil Hegle Svendsen                                                         | Andreas Birnbacher                                                        | Evgenij Garaničev                                                         |
| 11 febbraio 2012                     | Kontiolahti          | Finlandia | SP    | Martin Fourcade                                                             | Timofej Lapšin                                                            | Benjamin Weger                                                            |
| 12 febbraio 2012                     | Kontiolahti          | Finlandia | PU    | Ole Einar Bjørndalen                                                        | Martin Fourcade                                                           | Dmitrij Malyško                                                           |
| Campionati mondiali di biathlon 2012 |                      |           |       |                                                                             |                                                                           |                                                                           |
| 3 marzo 2012                         | Ruhpolding           | Germania  | SP    | Martin Fourcade                                                             | Emil Hegle Svendsen                                                       | Carl Johan Bergman                                                        |
| 4 marzo 2012                         | Ruhpolding           | Germania  | PU    | Martin Fourcade                                                             | Carl Johan Bergman                                                        | Anton Šipulin                                                             |
| 6 marzo 2012                         | Ruhpolding           | Germania  | IN    | Jakov Fak                                                                   | Simon Fourcade                                                            | Jaroslav Soukup                                                           |
| 9 marzo 2012                         | Ruhpolding           | Germania  | RL    | Norvegia Ole Einar Bjørndalen Rune Brattsveen Tarjei Bø Emil Hegle Svendsen | Francia Jean-Guillaume Béatrix Simon Fourcade Alexis Bœuf Martin Fourcade | Germania Simon Schempp Andreas Birnbacher Michael Greis Arnd Peiffer      |
| 11 marzo 2012                        | Ruhpolding           | Germania  | MS    | Martin Fourcade                                                             | Björn Ferry                                                               | Fredrik Lindström                                                         |
| 16 marzo 2012                        | Chanty-Mansijsk      | Russia    | SP    | Martin Fourcade                                                             | Arnd Peiffer                                                              | Fredrik Lindström                                                         |
| 17 marzo 2012                        | Chanty-Mansijsk      | Russia    | PU    | Martin Fourcade                                                             | Arnd Peiffer                                                              | Emil Hegle Svendsen                                                       |
| 18 marzo 2012                        | Chanty-Mansijsk      | Russia    | MS    | Emil Hegle Svendsen                                                         | Arnd Peiffer                                                              | Anton Šipulin                                                             |

Legenda:

IN = individuale

SP = sprint

PU = inseguimento

MS = partenza in linea

RL = staffetta

### Classifiche

#### Generale
| Pos. | Nome                | Nazione   | Punti |
| ---- | ------------------- | --------- | ----- |
| 1    | Martin Fourcade     | Francia   | 1100  |
| 2    | Emil Hegle Svendsen | Norvegia  | 1035  |
| 3    | Andreas Birnbacher  | Germania  | 837   |
| 4    | Arnd Peiffer        | Germania  | 736   |
| 5    | Simon Fourcade      | Francia   | 716   |
| 6    | Carl Johan Bergman  | Svezia    | 685   |
| 7    | Tarjei Bø           | Norvegia  | 680   |
| 8    | Anton Šipulin       | Russia    | 637   |
| 9    | Fredrik Lindström   | Svezia    | 615   |
| 10   | Michal Šlesingr     | Rep. Ceca | 602   |

#### Sprint
| Pos. | Nome                | Nazione  | Punti |
| ---- | ------------------- | -------- | ----- |
| 1    | Martin Fourcade     | Francia  | 423   |
| 2    | Emil Hegle Svendsen | Norvegia | 378   |
| 3    | Carl Johan Bergman  | Svezia   | 287   |
| 4    | Arnd Peiffer        | Germania | 270   |
| 5    | Andrej Makoveev     | Russia   | 261   |

#### Inseguimento
| Pos. | Nome                 | Nazione  | Punti |
| ---- | -------------------- | -------- | ----- |
| 1    | Martin Fourcade      | Francia  | 384   |
| 2    | Emil Hegle Svendsen  | Norvegia | 348   |
| 3    | Arnd Peiffer         | Germania | 257   |
| 4    | Tarjei Bø            | Norvegia | 257   |
| 5    | Ole Einar Bjørndalen | Norvegia | 239   |

#### Partenza in linea
| Pos. | Nome                | Nazione  | Punti |
| ---- | ------------------- | -------- | ----- |
| 1    | Andreas Birnbacher  | Germania | 260   |
| 2    | Emil Hegle Svendsen | Norvegia | 218   |
| 3    | Martin Fourcade     | Francia  | 202   |
| 4    | Fredrik Lindström   | Svezia   | 175   |
| 5    | Anton Šipulin       | Russia   | 172   |

#### Individuale
| Pos. | Nome                | Nazione   | Punti |
| ---- | ------------------- | --------- | ----- |
| 1    | Simon Fourcade      | Francia   | 125   |
| 2    | Jakov Fak           | Slovenia  | 113   |
| 3    | Emil Hegle Svendsen | Norvegia  | 108   |
| 4    | Martin Fourcade     | Francia   | 107   |
| 5    | Jaroslav Soukup     | Rep. Ceca | 99    |

#### Staffetta
| Pos. | Nazione  | Punti |
| ---- | -------- | ----- |
| 1    | Francia  | 198   |
| 2    | Norvegia | 190   |
| 3    | Russia   | 189   |
| 4    | Germania | 183   |
| 5    | Austria  | 166   |

#### Nazioni
| Pos. | Nazione  | Punti |
| ---- | -------- | ----- |
| 1    | Russia   | 7070  |
| 2    | Francia  | 7044  |
| 3    | Germania | 6901  |
| 4    | Norvegia | 6712  |
| 5    | Svezia   | 6333  |

## Donne

### Risultati
| Data                                 | Località             | Nazione   | Spec. | Prima                                                                       | Seconda                                                                               | Terza                                                                       |
| ------------------------------------ | -------------------- | --------- | ----- | --------------------------------------------------------------------------- | ------------------------------------------------------------------------------------- | --------------------------------------------------------------------------- |
| 1º dicembre 2011                     | Östersund            | Svezia    | IN    | Dar"ja Domračava                                                            | Anna Maria Nilsson                                                                    | Magdalena Neuner                                                            |
| 3 dicembre 2011                      | Östersund            | Svezia    | SP    | Magdalena Neuner                                                            | Tora Berger                                                                           | Kaisa Mäkäräinen                                                            |
| 4 dicembre 2011                      | Östersund            | Svezia    | PU    | Tora Berger                                                                 | Kaisa Mäkäräinen                                                                      | Magdalena Neuner                                                            |
| 9 dicembre 2011                      | Hochfilzen           | Austria   | SP    | Magdalena Neuner                                                            | Kaisa Mäkäräinen                                                                      | Ol'ga Zajceva                                                               |
| 10 dicembre 2011                     | Hochfilzen           | Austria   | PU    | Dar"ja Domračava                                                            | Ol'ga Zajceva                                                                         | Magdalena Neuner                                                            |
| 11 dicembre 2011                     | Hochfilzen           | Austria   | RL    | Norvegia Fanny Horn Elise Ringen Synnøve Solemdal Tora Berger               | Francia Marie-Laure Brunet Anaïs Bescond Sophie Boilley Marie Dorin                   | Russia Svetlana Slepcova Natal'ja Guseva Anna Bogalij-Titovec Ol'ga Zajceva |
| 16 dicembre 2011                     | Hochfilzen           | Austria   | SP    | Ol'ga Zajceva                                                               | Dar"ja Domračava                                                                      | Helena Ekholm                                                               |
| 17 dicembre 2011                     | Hochfilzen           | Austria   | PU    | Ol'ga Zajceva                                                               | Helena Ekholm                                                                         | Dar"ja Domračava                                                            |
| 4 gennaio 2012                       | Oberhof              | Germania  | RL    | Russia Anna Bogalij-Titovec Svetlana Slepcova Ol'ga Zajceva Ol'ga Viluchina | Norvegia Fanny Horn Elise Ringen Synnøve Solemdal Tora Berger                         | Francia Marie Dorin Anaïs Bescond Marine Bolliet Sophie Boilley             |
| 6 gennaio 2012                       | Oberhof              | Germania  | SP    | Magdalena Neuner                                                            | Dar"ja Domračava                                                                      | Ol'ga Zajceva                                                               |
| 8 gennaio 2012                       | Oberhof              | Germania  | MS    | Magdalena Neuner                                                            | Tora Berger                                                                           | Andrea Henkel                                                               |
| 11 gennaio 2012                      | Nové Město na Moravě | Rep. Ceca | IN    | Kaisa Mäkäräinen                                                            | Helena Ekholm                                                                         | Magdalena Neuner                                                            |
| 13 gennaio 2012                      | Nové Město na Moravě | Rep. Ceca | SP    | Ol'ga Zajceva                                                               | Tora Berger                                                                           | Magdalena Neuner                                                            |
| 15 gennaio 2012                      | Nové Město na Moravě | Rep. Ceca | PU    | Tora Berger                                                                 | Helena Ekholm                                                                         | Marie-Laure Brunet                                                          |
| 19 gennaio 2012                      | Anterselva           | Italia    | SP    | Magdalena Neuner                                                            | Kaisa Mäkäräinen                                                                      | Dar"ja Domračava                                                            |
| 21 gennaio 2012                      | Anterselva           | Italia    | RL    | Francia Marie-Laure Brunet Sophie Boilley Anaïs Bescond Marie Dorin         | Bielorussia Nadzeja Skardzina Ljudmila Kalinčyk Nastassja Dubarėzava Dar"ja Domračava | Russia Ekaterina Glazyrina Svetlana Slepcova Ol'ga Zajceva Ol'ga Viluchina  |
| 22 gennaio 2012                      | Anterselva           | Italia    | MS    | Dar"ja Domračava                                                            | Anastasija Kuz'mina                                                                   | Magdalena Neuner                                                            |
| 2 febbraio 2012                      | Oslo Holmenkollen    | Norvegia  | SP    | Magdalena Neuner                                                            | Dar"ja Domračava                                                                      | Tora Berger                                                                 |
| 4 febbraio 2012                      | Oslo Holmenkollen    | Norvegia  | PU    | Magdalena Neuner                                                            | Ol'ga Zajceva                                                                         | Dar"ja Domračava                                                            |
| 5 febbraio 2012                      | Oslo Holmenkollen    | Norvegia  | MS    | Andrea Henkel                                                               | Dar"ja Domračava                                                                      | Teja Gregorin                                                               |
| 11 febbraio 2012                     | Kontiolahti          | Finlandia | SP    | Magdalena Neuner                                                            | Kaisa Mäkäräinen                                                                      | Dar"ja Domračava                                                            |
| 12 febbraio 2012                     | Kontiolahti          | Finlandia | PU    | Kaisa Mäkäräinen                                                            | Magdalena Neuner                                                                      | Dar"ja Domračava                                                            |
| Campionati mondiali di biathlon 2012 |                      |           |       |                                                                             |                                                                                       |                                                                             |
| 3 marzo 2012                         | Ruhpolding           | Germania  | SP    | Magdalena Neuner                                                            | Dar"ja Domračava                                                                      | Vita Semerenko                                                              |
| 4 marzo 2012                         | Ruhpolding           | Germania  | PU    | Dar"ja Domračava                                                            | Magdalena Neuner                                                                      | Ol'ga Viluchina                                                             |
| 7 marzo 2012                         | Ruhpolding           | Germania  | IN    | Tora Berger                                                                 | Marie-Laure Brunet                                                                    | Helena Ekholm                                                               |
| 10 marzo 2012                        | Ruhpolding           | Germania  | RL    | Germania Tina Bachmann Magdalena Neuner Miriam Gössner Andrea Henkel        | Francia Marie-Laure Brunet Sophie Boilley Anaïs Bescond Marie Dorin                   | Norvegia Fanny Horn Elise Ringen Synnøve Solemdal Tora Berger               |
| 11 marzo 2012                        | Ruhpolding           | Germania  | MS    | Tora Berger                                                                 | Marie-Laure Brunet                                                                    | Kaisa Mäkäräinen                                                            |
| 16 marzo 2012                        | Chanty-Mansijsk      | Russia    | SP    | Magdalena Neuner                                                            | Vita Semerenko                                                                        | Dar"ja Domračava                                                            |
| 17 marzo 2012                        | Chanty-Mansijsk      | Russia    | PU    | Dar"ja Domračava                                                            | Kaisa Mäkäräinen                                                                      | Vita Semerenko                                                              |
| 18 marzo 2012                        | Chanty-Mansijsk      | Russia    | MS    | Dar"ja Domračava                                                            | Tora Berger                                                                           | Kaisa Mäkäräinen                                                            |

Legenda:

IN = individuale

SP = sprint

PU = inseguimento

MS = partenza in linea

RL = staffetta

### Classifiche

#### Generale
| Pos. | Nome                | Nazione     | Punti |
| ---- | ------------------- | ----------- | ----- |
| 1    | Magdalena Neuner    | Germania    | 1216  |
| 2    | Dar"ja Domračava    | Bielorussia | 1188  |
| 3    | Tora Berger         | Norvegia    | 1054  |
| 4    | Kaisa Mäkäräinen    | Finlandia   | 1007  |
| 5    | Helena Ekholm       | Svezia      | 893   |
| 6    | Ol'ga Zajceva       | Russia      | 857   |
| 7    | Marie-Laure Brunet  | Francia     | 807   |
| 8    | Andrea Henkel       | Germania    | 806   |
| 9    | Marie Dorin         | Francia     | 749   |
| 10   | Anastasija Kuz'mina | Slovacchia  | 721   |

#### Sprint
| Pos. | Nome             | Nazione     | Punti |
| ---- | ---------------- | ----------- | ----- |
| 1    | Magdalena Neuner | Germania    | 571   |
| 2    | Dar"ja Domračava | Bielorussia | 471   |
| 3    | Kaisa Mäkäräinen | Finlandia   | 401   |
| 4    | Tora Berger      | Norvegia    | 373   |
| 5    | Ol'ga Zajceva    | Russia      | 334   |

#### Inseguimento
| Pos. | Nome             | Nazione     | Punti |
| ---- | ---------------- | ----------- | ----- |
| 1    | Dar"ja Domračava | Bielorussia | 392   |
| 2    | Magdalena Neuner | Germania    | 372   |
| 3    | Tora Berger      | Norvegia    | 361   |
| 4    | Kaisa Mäkäräinen | Finlandia   | 330   |
| 5    | Ol'ga Zajceva    | Russia      | 313   |

#### Partenza in linea
| Pos. | Nome               | Nazione     | Punti |
| ---- | ------------------ | ----------- | ----- |
| 1    | Dar"ja Domračava   | Bielorussia | 250   |
| 2    | Tora Berger        | Norvegia    | 241   |
| 3    | Marie-Laure Brunet | Francia     | 250   |
| 4    | Andrea Henkel      | Germania    | 196   |
| 5    | Kaisa Mäkäräinen   | Finlandia   | 187   |

#### Individuale
| Pos. | Nome             | Nazione     | Punti |
| ---- | ---------------- | ----------- | ----- |
| 1    | Helena Ekholm    | Svezia      | 138   |
| 2    | Kaisa Mäkäräinen | Finlandia   | 116   |
| 3    | Dar"ja Domračava | Bielorussia | 116   |
| 4    | Magdalena Neuner | Germania    | 114   |
| 5    | Tora Berger      | Norvegia    | 108   |

#### Staffetta
| Pos. | Nazione     | Punti |
| ---- | ----------- | ----- |
| 1    | Francia     | 216   |
| 2    | Norvegia    | 205   |
| 3    | Russia      | 192   |
| 4    | Germania    | 179   |
| 5    | Bielorussia | 177   |

#### Nazioni
| Pos. | Nazione     | Punti |
| ---- | ----------- | ----- |
| 1    | Russia      | 7089  |
| 2    | Germania    | 7084  |
| 3    | Francia     | 6857  |
| 4    | Norvegia    | 6716  |
| 5    | Bielorussia | 6490  |

## Misto

### Risultati
| Data                                 | Località    | Nazione   | Spec. | Primo                                                                          | Secondo                                                                      | Terzo                                                                      |
| ------------------------------------ | ----------- | --------- | ----- | ------------------------------------------------------------------------------ | ---------------------------------------------------------------------------- | -------------------------------------------------------------------------- |
| 15 dicembre 2011                     | Hochfilzen  | Austria   | MX    | Russia Ol'ga Viluchina Ol'ga Zajceva Aleksej Volkov Anton Šipulin              | Rep. Ceca Veronika Vítková Gabriela Soukalová Ondřej Moravec Michal Šlesingr | Francia Marie Dorin Sophie Boilley Alexis Bœuf Simon Fourcade              |
| 10 febbraio 2012                     | Kontiolahti | Finlandia | MX    | Francia Sophie Boilley Anaïs Bescond Jean-Guillaume Béatrix Vincent Jay        | Ucraina Natal'ja Burdyga Olena Pidhrušna Andrij Deryzemlja Serhij Sednjev    | Slovacchia Jana Gereková Anastasija Kuz'mina Matej Kazár Miroslav Matiaško |
| Campionati mondiali di biathlon 2012 |             |           |       |                                                                                |                                                                              |                                                                            |
| 1º marzo 2012                        | Ruhpolding  | Germania  | MX    | Norvegia Tora Berger Synnøve Solemdal Ole Einar Bjørndalen Emil Hegle Svendsen | Slovenia Andreja Mali Teja Gregorin Klemen Bauer Jakov Fak                   | Germania Andrea Henkel Magdalena Neuner Andreas Birnbacher Arnd Peiffer    |

Legenda:

MX = staffetta mista

### Classifiche

#### Generale
| Pos. | Nazione  | Punti |
| ---- | -------- | ----- |
| 1    | Russia   | 143   |
| 2    | Francia  | 138   |
| 3    | Germania | 128   |
| 4    | Ucraina  | 115   |
| 5    | Svezia   | 114   |